# I Sang-ki
I Sang-ki' (korejsky 이상기, anglický přepis: Lee Sang-ki; * 5. června 1966) je bývalý jihokorejský sportovní šermíř, který se specializoval na šerm kordem. Jižní Koreu reprezentoval v osmdesátých a devadesátých letech. Na olympijských hrách startoval v roce 1988, 1992, 1996 a 2000. Výsledkově se prosadil na svých posledních olympijských hrách v roce 2000, kde v soutěži jednotlivců vybojoval bronzovou olympijskou medaili a s jihokorejským družstvem kordistů obsadil čtvrté místo. S jihokorejským družstvem kordistů vybojoval třetí místo na mistrovství světa v roce 1994.